# Jaffna (stad)
Jaffna (Singalees: Yāpanaya; Tamil: Yā̮lppāṇam) is de hoofdstad van de Sri Lankaanse Noordelijke Provincie en het gelijknamige schiereiland Jaffna en het district Jaffna, gelegen aan de Straat Palk, met circa 88.138 inwoners (2012). Het is het bolwerk van de Sri Lankaanse Tamils.
Philippus Baldaeus was in de 17e eeuw als predikant gestationeerd in Jaffna en beschreef als eerste Europeaan de cultuur, de taal en religie van de Tamils.
Jaffna is de zetel van een rooms-katholiek bisdom.